# Costaricanische Berglanzenotter
Die Costaricanische Berglanzenotter (Cerrophidion sasai) ist eine Grubenotter aus der Gattung der Berggrubenottern (Cerrophidion). Die Populationen der Art wurden zuvor unter Cerrophidion godmani geführt.

## Merkmale
Cerrophidion sasai ist eine mittelgroße Viper mit kräftigem Körperbau und erreicht eine Gesamtlänge bis 82 Zentimeter, bleibt zumeist jedoch kleiner. Der Kopf ist breit, bei Aufsicht dreieckig sowie deutlich vom Hals abgesetzt. Zwischen Augen und Nasenloch befindet sich ein, für Grubenottern typisches, Grubenorgan zur Wahrnehmung von Wärmestrahlung. Die Augen besitzen eine bei Lichteinfall vertikal verengte Pupille. Der Giftapparat besteht aus modifizierten Speicheldrüsen (Giftdrüsen), die über einen Giftkanal mit hohlen, einklappbaren Fangzähnen im vorderen Oberkiefer verbunden sind (solenoglyphe Zahnstellung). Der Schwanz ist kurz und nicht als Greiforgan ausgebildet.

### Körperfärbung
Cerrophidion sasai zeigt meist eine gräuliche bis bräunliche Grundfärbung. Der Körper ist dorsal entlang des Rückens von grünlich-braunen oder rötlich-braunen sowie oftmals dunkel gerandeten Flecken gekennzeichnet. Unterhalb dieser Reihe befindet sich seitlich je eine weitere Reihe ähnlicher Flecken. Die Rückenzeichnung kann zu einem wellenartigen Band zusammenlaufen. Jungtiere sind bräunlich, orange oder ockerfarben und besitzen eine helle gelbe oder orangefarbene Schwanzspitze. Bei adulten Exemplaren ist die gelbe Färbung auf die Unterseite der Schwanzspitze reduziert. Die Kopfunter- und Bauchseite sind cremefarben. Vom Auge zieht sich ein braunes Schläfenband bis hinter den Mundwinkel.

### Pholidose
Die Pholidose beschreibt die Beschuppung von Reptilien. Diesbezüglich sind folgende Merkmale erkenntlich:
- Am Kopf zeigen sich
  - kopfoberseits große, unregelmäßige ungekielte Schilde, umgeben von kleineren gekielten Schuppen,[3]
  - als erhöhter Canthalkamm ausgeprägter Canthus,
  - großes Scutum frontale, 0 bis 3 Prefoveale, einfaches Prälacunalschild, einfaches Scutum loreale, 0 bis 2 Subfoveale, 3 Präokularschilde, geteiltes Nasalschild,
- 8 bis 10 (meist 9 oder 10) Oberlippenschilde (Supralabialia),
- 9 bis 12 (meist 10 oder 11) Unterlippenschilde (Sublabialia),
- 21 Reihen gekielter Rumpfschuppen (Scuta dorsalia),
- 130 bis 148[3] Bauchschilde (Scuta ventralia),
- 21 bis 36[3] ungeteilte Unterschwanzschilde (Scuta subcaudalia) und
- 1 ungeteiltes Analschild (Scutum anale).

Abgrenzung zu anderen Arten

Cerrophidion sasai unterscheidet sich von verwandten Arten der eigenen Gattung durch die Beschuppung am Kopf. Sie besitzt im Durchschnitt weniger Schuppen in der Frontalregion und hat weniger Präfovealen (Schuppen vor dem Grubenorgan). Das mittlere Schild zwischen den Augen ist tendenziell größer als bei anderen Cerrophidion-Arten. Bei Atropoides picadoi fehlen die vergrößerten Schilde der Kopfoberseite. Bothriechis-Arten grenzen sich durch ihren Greifschwanz und die kletternde Lebensweise ab.

## Schlangengift
Zu Bissunfällen mit Menschen kommt es nur selten, klinische Berichte zur Giftwirkung liegen demnach kaum vor. Die Effekte nach einem Giftbiss von Cerrophidion sasai beschränken sich meist auf lokale Effekte. Unter Laborbedingungen zeigen sich potente hämotoxische Wirkungen.
Untersuchungen des Proteoms der Toxine von Cerrophidion sasai (in der Studie nach älterer Systematik* als Cerrophidion godmani aufgeführt), Porthidium nasutum und Porthidium ophryomegas aus Costa Rica erwiesen für Cerrophidion sasai das Vorhandensein neun verschiedener Proteinfamilien. Die Studie bewies zudem größere Parallelen in der Chemie und Pharmakologie der Gifte der beiden Porthidium-Arten und größere Unterschiede ihrer Toxine gegenüber dem Toxingemisch von Cerrophidion sasai. Diese Tatsache unterstützt die phylogenetische Trennung zwischen Cerrophidion und Porthidium, zusammen mit bereits erfolgten genetischen Analysen. Das Gift weist im menschlichen Blutplasma prokoagulative Effekte auf die Hämostase auf; es wirkt also blutgerinnungsfördernd, klinisch ist auf Anzeichen einer Koagulopathie zu achten. Ein hoher Gehalt an Phospholipase A₂ hat starke myotoxische Wirkungen zur Folge, wie Untersuchungen an Mäusen verdeutlichten.
* Infolge einer weiteren Aufspaltung der Gattung Cerrophidion sind die Populationen, welche den Untersuchungen von Lomonte et al. zugrunde liegen, nun der Art Cerrophidion sasai zuzuordnen.

## Lebensweise
Cerrophidion sasai führt eine weitgehend bodenbewohnende Lebensweise. Sie verbirgt sich in der Laubstreu des Waldbodens, unter Totholz, in verlassenen Tierbauten oder in dichter Vegetation. Zum Aufwärmen nutzt sie sonnenbeschienene Lichtspots, insbesondere morgens oder am frühen Nachmittag. Das Beutespektrum ist breit und umfasst Kleinsäuger, Reptilien (Echsen, Schlangen), Vögel und Amphibien. Beutetiere werden durch einen Giftbiss gepackt, wieder freigelassen und aufgesucht, nachdem sie durch die Giftwirkung immobilisiert wurden. Vor allem Jungschlangen erbeuten auch Wirbellose. Im Gegensatz zu den Adulttieren halten sie ihre Beute meist fest, bis die Giftwirkung einsetzt. Zur Paarungszeit kommt es zu teils aggressiven und bissigen Auseinandersetzungen, sowohl zwischen Männchen als auch zwischen Männchen und Weibchen. Die Fortpflanzung erfolgt durch Ovoviviparie, Cerrophidion sasai bringt also lebende Jungschlangen zur Welt. Ein Wurf umfasst bis zu 2 bis 8 Jungtiere. Die Geburt fällt auf den Beginn der Regenzeit zwischen April und Juni.

## Vorkommen
Vorkommen von Cerrophidion sasai liegen in Costa Rica und im westlichen Panama. Als Art der Gebirge ist sie in der Cordillera Central und Cordillera de Talamanca zu finden, wo sie in Höhen zwischen 1400 und 3000 Metern anzutreffen ist. Die besiedelten Habitate sind Waldränder und Lichtungen mit Versteckmöglichkeiten wie Holzstubben, Wurzeln, Strauchvegetation und ähnlichem. Cerrophidion sasai ist darüber hinaus ein ausgesprochener Kulturfolger, der auf landwirtschaftlich genutzten Flächen und in Gärten angetroffen werden kann.

## Taxonomie
Die wissenschaftliche Erstbeschreibung von Cerrophidion sasai erfolgte im Jahr 2012 durch Campbell et al. Es sind keine Unterarten bekannt. Populationen dieser Art wurden vormals Cerrophidion godmani zugerechnet. Das Epitheton ehrt Mahmood Sasa Marín, einen Herpetologen aus Costa Rica. Der Holotypus (UTA R-51399, Amphibian and Reptile Diversity Research Center, University of Texas at Arlington) ist ein erwachsenes Männchen, das am 8. November 2001 von Mahmood Sasa gesammelt wurde. Als Typuslokalität wird San Ramos de Tres Ríos (Departamento de San Jose, Costa Rica) angegeben.